# Вороненко, Михаил Степанович
Михаил Степанович Вороненко (23 марта 1927, теперь Черниговской области — 9 июня 2004, город Львов) — украинский советский деятель, генеральный директор Львовского производственного объединения имени 50-летия Великой Октябрьской социалистической революции. Член Ревизионной комиссии КПУ в 1966—1976 годах. Кандидат в члены ЦК КПУ в 1976—1990 годах. Герой Социалистического Труда (1985).

## Биография
Окончил 
Новомлыновскую семилетнюю школу Борзнянского района Черниговской области.
Образование высшее.
1952 году вступил в КПСС.
Работал инженером, был на партийной работе.
С 1961 года — директор Львовского машиностроительного завода (п/я № 246), который выпускал телеграфную аппаратуру. В 1967—1974 года — директор Львовского завода телеграфной аппаратуры Министерства радиопромышленности СССР.
В 1974—1990 годах — генеральный директор Львовского производственного объединения имени 50-летия Великой Октябрьской Социалистической революции, которое выпускало телеграфную аппаратуру.
Потом — на пенсии во Львове.

## Награды
- Герой Социалистического Труда
- орден Ленина
- ордена
- лауреат Государственной премии СССР в области техники (1977)
- медали

## Ссылка
- Михаил Степанович Вороненко. Сайт «Герои страны».